# Gabriel Oltramare
Pour les articles homonymes, voir Oltramare.
Gabriel Oltramare, né le 19 juillet 1816 à Genève et mort dans cette même ville le 10 avril 1906, est un mathématicien et homme politique suisse connu pour ses travaux en théorie des nombres et pour son Essai sur le calcul de généralisation.

## Biographie
Gabriel Oltramare est né le 19 juillet 1816 à Genève, dont il est également originaire. Il est le fils de Louis-David-Benjamin Oltramare, monteur de boîtes de montre, et d'Anne Oltramare, cousine de celui-ci. Il est le frère cadet du théologien protestant Hugues Oltramare.
Après des études en mathématiques et sciences naturelles à Genève, il part à Paris où il suit les cours de mathématiques à la Sorbonne. Il obtient sa licence en mathématiques en 1840. Son séjour à Paris est l'occasion pour lui de rencontrer le milieu scientifique parisien, notamment Cauchy, Poisson et Arago.
En 1843, il part en Égypte comme précepteur d'Ismaïl Pacha, le fils du régent Ibrahim Pacha, fonction qu'il occupe durant un an.
En 1848, de retour à Genève, il obtient le poste de professeur de mathématiques supérieures à l'académie de Genève, poste qu'il occupe jusqu'en 1900 et où il a pour élève Charles Cailler (ca) qui l'assistera dans ses travaux sur le calcul de généralisation et lui succèdera à la chaire de mathématiques.
Il mène en parallèle une carrière politique qui lui permet d'être membre du Conseil administratif (exécutif) de Genève en 1848 puis député au Grand Conseil de 1848 à 1856, qu'il préside à plusieurs reprises.
En 1853, il est un des fondateurs de l'institut national genevois et en préside la section de sciences naturelles de 1894 à 1902.
Doyen de la faculté des sciences de 1884 à 1898, il est à l'origine, avec Georg Cantor, Charles-Ange Laisant et Alexandre Vassilievitch Vassiliev, de l'organisation et la pérennisation du premier congrès international des mathématiciens qui se tient à Zurich en 1897.
Gabriel Oltramare épouse Aline Mouchon, fille d'un pharmacien, en 1850.
Il meurt aux Eaux-Vives, un quartier de Genève, le 10 avril 1906.

## Travaux
Gabriel Oltramare s'est d'abord intéressé à la théorie des nombres avec de nombreux articles touchant d'abord les théories des résidus et publiées dans les Comptes Rendus de l'Académie des Sciences de Paris (1840-1841), puis touchant les nombres premiers publiés dans le Journal de Crelle, notamment des Considérations générales sur les racines des nombres premiers et une Note sur les relations qui existent entre les formes linéaires et les formes quadratiques des nombres premiers. Ce dernier travail est une généralisation des travaux de Jacobi et Libri sur ce sujet
Il est également auteur d'un traité d'arithmétique Leçon de calcul, publié en 1872.
Puis son intérêt se porte sur une théorie personnelle destinée à simplifier les opérations en calcul différentiel et intégral : le calcul de généralisation. Son travail est publié dans les Mémoires de l'Institut National Genevois et dans les Comptes-Rendus de l'association française pour l'avancement des sciences dès 1885. Ces études aboutissent à la publication d'un Essai sur le calcul des généralisations publié en 1893 à Genève, suivie d'une version refondue publiée à Paris en 1899. Cette théorie se répand notamment en Russie dès 1895. Les critiques signalent l'originalité de ses travaux mais le manque de solidité de ses démonstrations.
Gabriel Oltramare a aussi publié quelques articles en astronomie et météorologie.
Liste de publications
- 1841 «Recherche sur le calcul des résidus», Comptes-rendus des séances de l'académie des sciences, Paris, tome 12, pp 953-954
- 1853 «Considérations générales sur les racines des nombres premiers», Journal de Crelle, Berlin, volume 45, pp. 303-344.
- 1855 Journal de Crelle, Berlin, volume 49
  - «Mémoire sur la résolution de l'équation indéterminée {\displaystyle ax+bky=z(x^{2}+ky^{2}}», pp.142-150.
  - «Note sur les relations qui existent entre les formes linéaires et les formes quadratiques des nombres premiers», pp 151-160
  - «Mémoires sur la détermination des racines primitives des nombres premiers», pp 161-186.
- 1872 Leçon de Calcul, Genève
- 1899 Essai sur le Calcul de Généralisation, Hermann, Paris[11].